# Catedral de San Pedro y San Pablo (Abeokuta)
La Catedral de San Pedro y San Pablo (en inglés: Cathedral of Sts. Peter and Paul) es un edificio religioso que pertenece a la Iglesia Católica y sirve como la catedral de Abeokuta, una ciudad del suroeste del país africano de Nigeria, capital del Estado de Ogun, situada en el río del mismo nombre. La iglesia es la sede del obispado de la diócesis de Abeokuta (Diocese of Abeokuta). La primera misa fue celebrada en la iglesia 29 de junio de 1880, por parte de los Padres de la Sociedad de la Misión. Fue elevada a la condición de Catedral en 1997.